# 日暮里站
日暮里站（日语：／ Nippori eki */?）是位於日本東京都荒川區西日暮里二丁目，屬於東日本旅客鐵道（JR東日本）、京成電鐵、東京都交通局的鐵路車站。此站是荒川區最南端車站，有一部分跨到台東區。而月台位於區界上。

## 停靠路線
此站有JR東日本各線（後述）、京成電鐵本線、東京都交通局日暮里-舍人線等3間公司的路線停靠，是轉乘站。另外，JR東日本車站的3字母簡寫為「NPR」。
- JR東日本：各線（後述）
- 京成電鐵： 本線 - 車站編號「KS02」
- 東京都交通局： 日暮里-舍人線 - 車站編號「NT 01」

JR東日本車站停靠的路線在軌道名稱上分為東北本線與常磐線2條路線（請參見路線條目以及鐵道路線的名稱）。東北本線是本站的所屬線。
本站是東北本線經田端站的本線與經尾久站的支線的分岐站，其中行駛支線列車線的宇都宮線（東北線）、高崎線列車沒有月台不停本站，僅停靠行駛本線電車線的京濱東北線電車與山手線電車，旅客導覽不使用「東北（本）線」。
此外，常磐線停靠本站的列車有中距離電車以及常磐線快速電車。
- 京濱東北線：行走電車線的東海道本線、東北本線近距離電車。經橫濱站直通根岸線。 - 車站編號「JK 32」
- 山手線：行走電車線的環狀路線 - 車站編號「JY 07」
- 常磐線（快速）[2]（含■中距離列車）：軌道名稱上的常磐線以此站為起點，但所有列車都從此站利用東北本線專用軌道直通上野站。自2015年3月14日起上野東京線開通起，部分列車運行至品川站。 - 車站編號「JJ 02」

依據特定都區市內，本站屬於「東京都區內」與「東京山手線內」。
此站開出的京成電鐵列車可直通運行至北總鐵道北總線、芝山鐵道芝山鐵道線。
日暮里站的事務管碼為▲441005。

## 历史
- 1905年（明治38年）4月1日：日本鐵道三河島 - 日暮里間，車站開業。
- 1906年（明治39年）11月1日：日本鐵道國有化，本站收歸國有。
- 1909年（明治42年）10月12日：制定線路名稱，本站屬東北本線。
- 1928年（昭和3年）左右：車站往南移至現址。
- 1931年（昭和6年）12月19日 - 京成電氣軌道（現京成電鐵）車站開業。
- 1945年（昭和20年）2月25日：太平洋戰爭時被空襲。
- 1952年（昭和27年）6月18日：日暮里站內乘客跌落事故。南側跨線橋（1928年建設）[4]面向10號線的側板破裂造成乘客跌落，8人死亡。
- 1954年（昭和29年）8月13日：乘客跌落事故後，為了減緩人潮，開挖谷中墓地下的崖地，開始11、12號線月台新設工程[5]。
- 1974年（昭和49年）：「日暮里站改良工程」。開始在來線軌道移設切換工程。
- 1977年（昭和52年）：撤除兩座東北本線、高崎線在來線月台（5-8號線）。
- 1979年（昭和54年）12月：宣布新幹線延伸上野，開始站內工程。廢止南側連結各月台的狹窄地下通道。
- 1987年（昭和62年）4月1日：國鐵分割民營化、東北本線（山手線、京濱東北線）、常磐線由JR東日本繼承
- 1988年（昭和63年）3月13日：京濱東北線開始運行快速班次，午間時段的京濱東北線不停靠本站。
- 2001年（平成13年）11月18日：JR東日本IC卡「Suica」啟用。
- 2005年（平成17年）4月1日：開業100周年。發行紀念橘卡、鐵路便當等。
- 2007年（平成19年）3月18日：京成電鐵啟用IC卡「PASMO」。
- 2008年（平成20年）3月30日：東京都交通局日暮里-舍人線車站開業。
- 2009年（平成21年）
  - 6月20日：站內商場「ecute日暮里」部分先行開幕。
  - 10月3日：京成線下行線高架化，1樓為上行線月台，3樓為下行線月台。
- 2013年（平成25年）10月20日：常磐線月台拓寬工程。

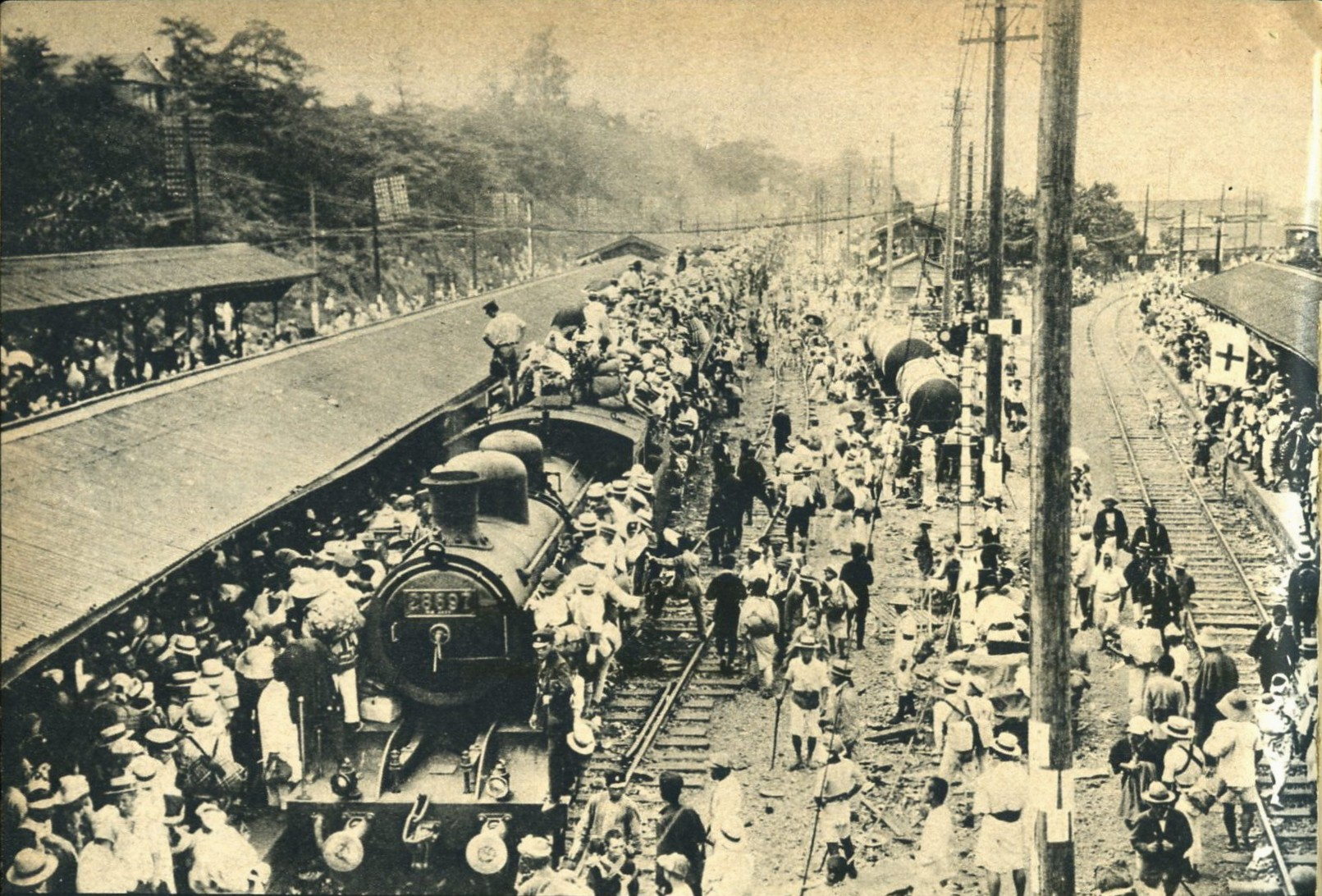
1923年9月1日發生關東大震災的避難列車。
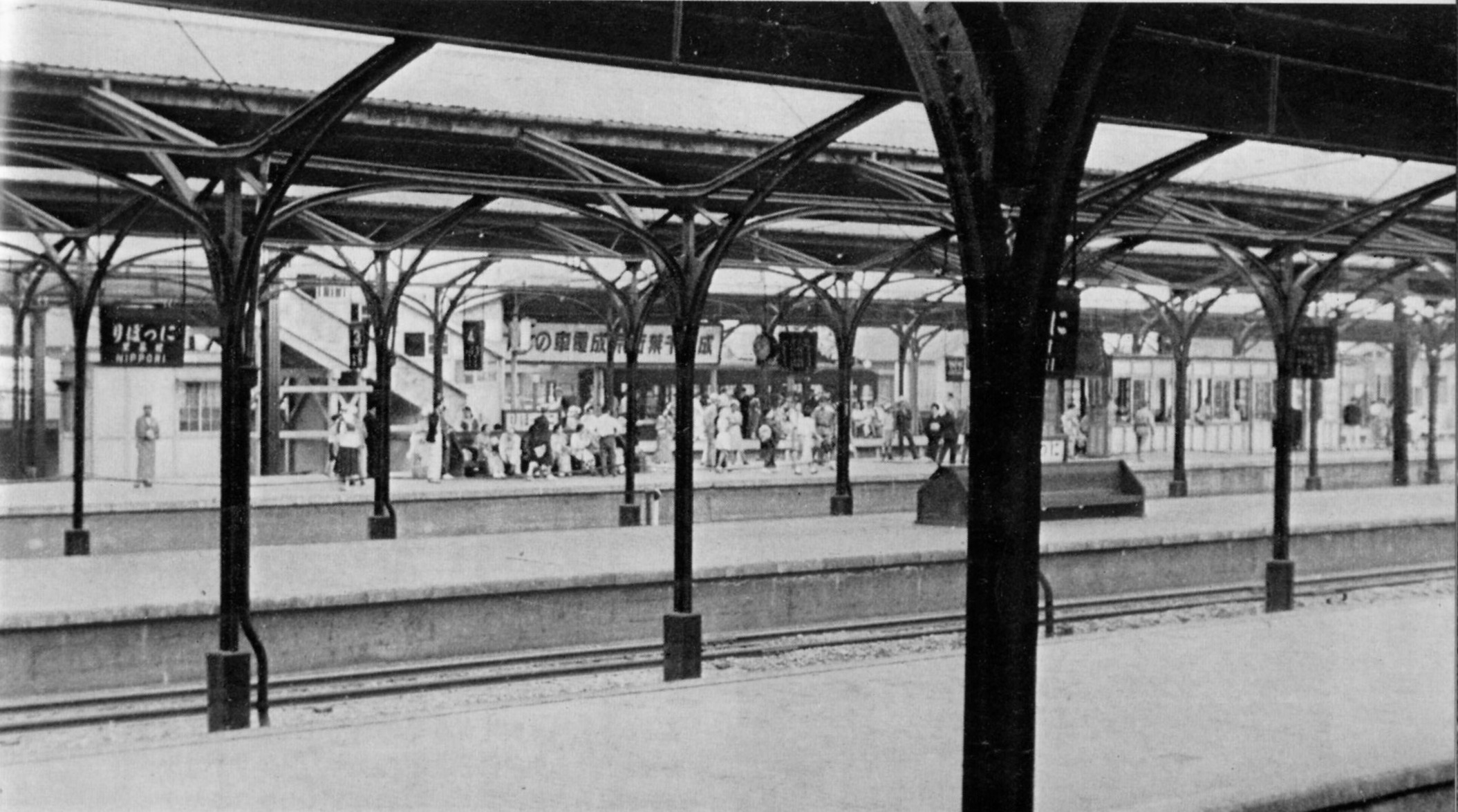
1939年拍攝。7、8號線月台所見的京成電車月台
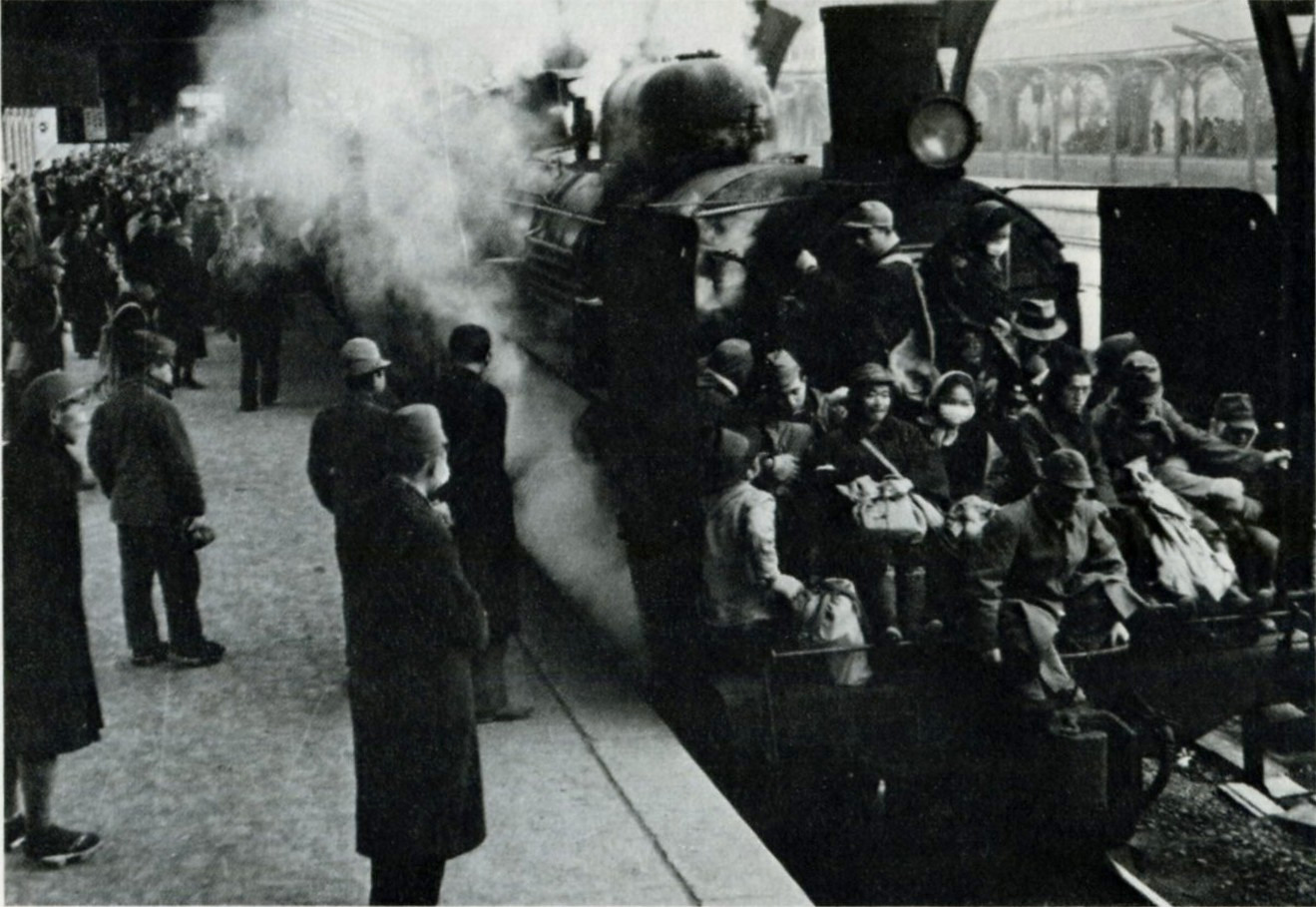
戰後日暮里站4號線的購物列車（1946年、影山光洋（日语：影山光洋）拍攝）
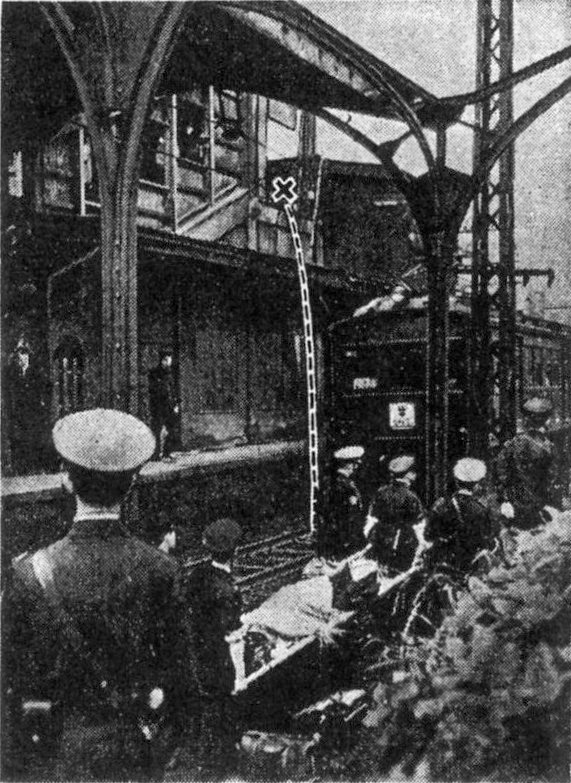
日暮里站內乘客跌落事故現場（1952年6月18日）

## 車站構造
本站共有7面10線月台（JR 3面6線、京成 3面2線、東京都交通局 1面2線）。本站月台除京成下行線月台及日暮里、舍人線月台是高架月台外，均是地面月台。其中JR與京成的月台是連續編號，以東邊的京成站區起算（京成電鐵：0 - 2號線，JR東日本：3 - 12號線）。
本站為跨站式站房。檢票口分為北口與南口兩處，北口又分「東口」與「西口」兩個出入口。
在日暮里-舍人線開通時，JR、京成也同步進行車站改良工程，三公司站區可透過大廳連通。其中京成是由國土交通省鐵路車站綜合改善事業的日暮里站整備株式會社為事業主體進行大規模車站改建，改建範圍包含出入口、通道、階梯、檢票口等。
東口自2007年6月左右開始使用膠帶製作旅客資訊，並減少工作人員，讓人潮更為流暢。膠帶字體使用新宿站改良工程時該站警衛佐藤修悅所自創的字體「修悅體」。
本站是往成田機場的主要換乘站，其中JR站區和京成站區的付費區是相連的，可使用專用換乘閘機直接換乘。
京成線的終點站為鄰接的京成上野站，但京成上野站的位置遠離JR、東京地下鐵上野站，加上京成本線所有列車均會停靠，因此大多經本站換乘。日暮里站與上野站、京成上野站的關係跟高田馬場站與新宿站、西武新宿站的關係相似。

### 京成電鐵
京成月台為3面2線，上行月台在一樓（1面1線），大廳在二樓，下行線月台在三樓（2面1線）。站房為跨站式站房。檢票口分為北口與南口。另外，京成與JR之間還有中間檢票口可供乘客轉乘。
本站停靠「Skyliner」在內的所有列車。雖然京成本線的終點站是鄰站京成上野站，但其位置距離JR、東京地下鐵上野站距離較遠，要轉搭常磐線、山手線、京濱東北線的乘客多在本站轉乘。因此，京成電鐵將本站與京成上野站並列為東京端的總站。
2010年7月17日，前往成田機場的新路線成田機場線通車，「Skyliner」的行車時間從50分鐘縮短至30分鐘。另外，京成也與JR進行車站改良工程，京成下行線月台從一樓移至三樓，同時南側新設檢票口。下行線（成田方向）兩側分別為「Skyliner」「Cityliner」「Eveningliner」專用月台（1號線）與一般列車用月台（2號線），藉此分流liner乘客與一般乘客。1樓的上行線專用月台為0號線，2樓為大廳層。
2018年2月24日，1、2號線（成田機場方向）啟用月台門。本站與京濱急行電鐵羽田機場第3航站樓站一樣，列車門與月台門不連動，需由車掌操作月台門按鈕開啟。0號月台規劃在2018年度末導入月台門。
昭和40年代以前，京成有列車在本站折返，當時設有拖上線，之後在全列車延駛至京成上野站時撤除。
2000年代前半，本站站名標使用深藍底白文字的獨特設計。2009年左右，全面導入與其他車站相同的樣式。
本站的列車資訊顯示器是與其他車站一樣使用1991年京三製作所製作的LED樣式，之後大廳在2009年導入京成首座LCD式顯示器。該顯示器可顯示本站至成田機場站、芝山千代田站的停靠站。同年10月3日起，三樓下行月台使用京成首座全彩LED式顯示器。LCD式與全彩LED式列車資訊顯示器在成田機場線通車時，同步導入於京成上野站及青砥站。

#### 月台配置
| 月台 | 路線                 | 方向 | 類別                                       | 目的地                                     |
| ---- | -------------------- | ---- | ------------------------------------------ | ------------------------------------------ |
| 0    | 京成本線             | 上行 |                                            | 上野方向                                   |
| 1    | 直通成田Sky Access線 | 下行 | 「Skyliner」                               | 成田機場方向                               |
| 1    | 京成本線             | 下行 | 「City Liner」（不定期） 「Evening Liner」 | 青砥、船橋、成田、成田機場方向             |
| 2    | 直通成田Sky Access線 | 下行 | Access特急                                 | 青砥、高砂、印旛日本醫大、成田機場方向     |
| 2    | 京成本線             | 下行 | 一般電車                                   | 青砥、高砂、船橋、成田、成田機場、千葉方向 |

- 本站無法搭乘「Skyliner」「Cityliner」「Eveningliner」前往京成上野站。

#### 無障礙設施

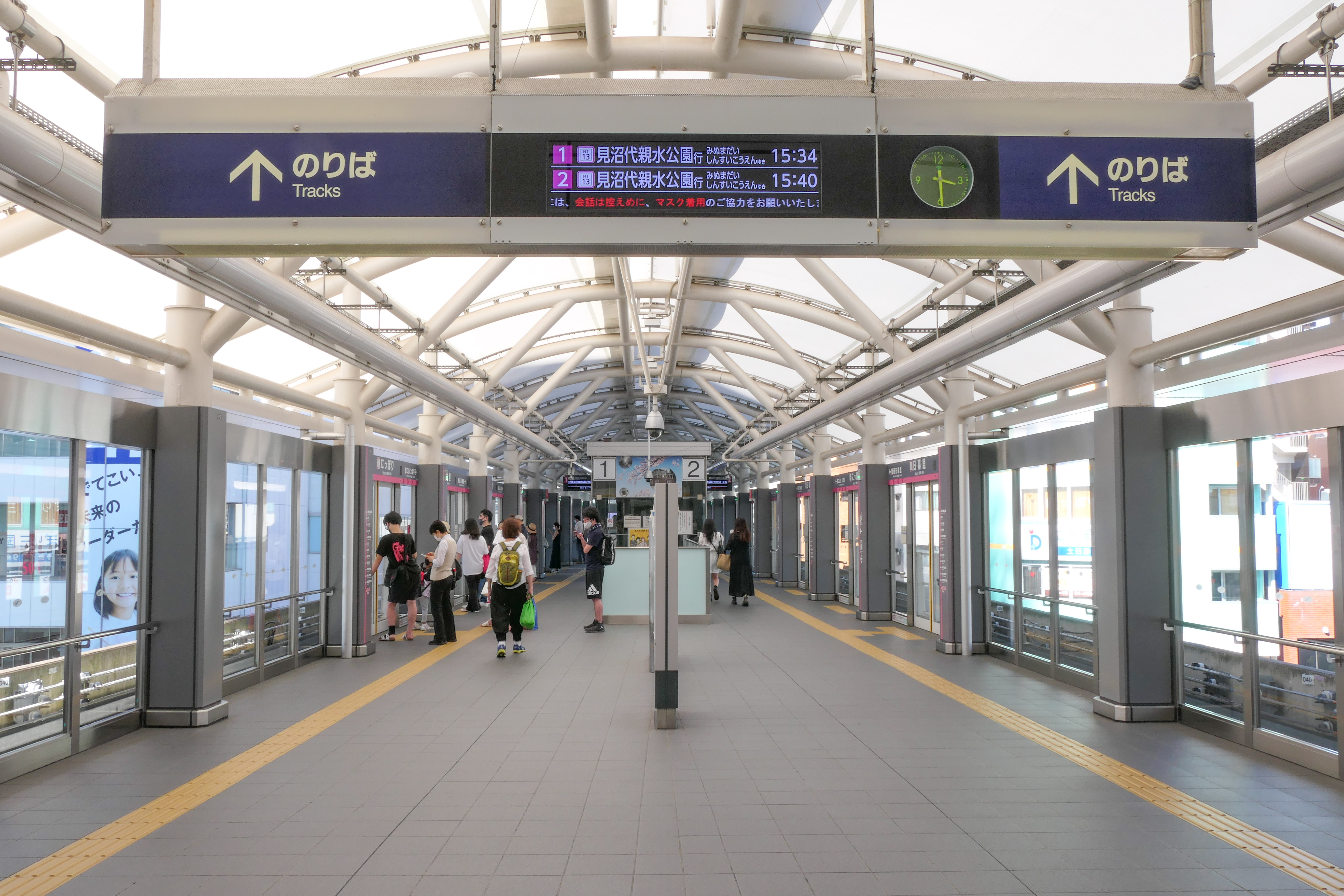
月台（2021年7月）
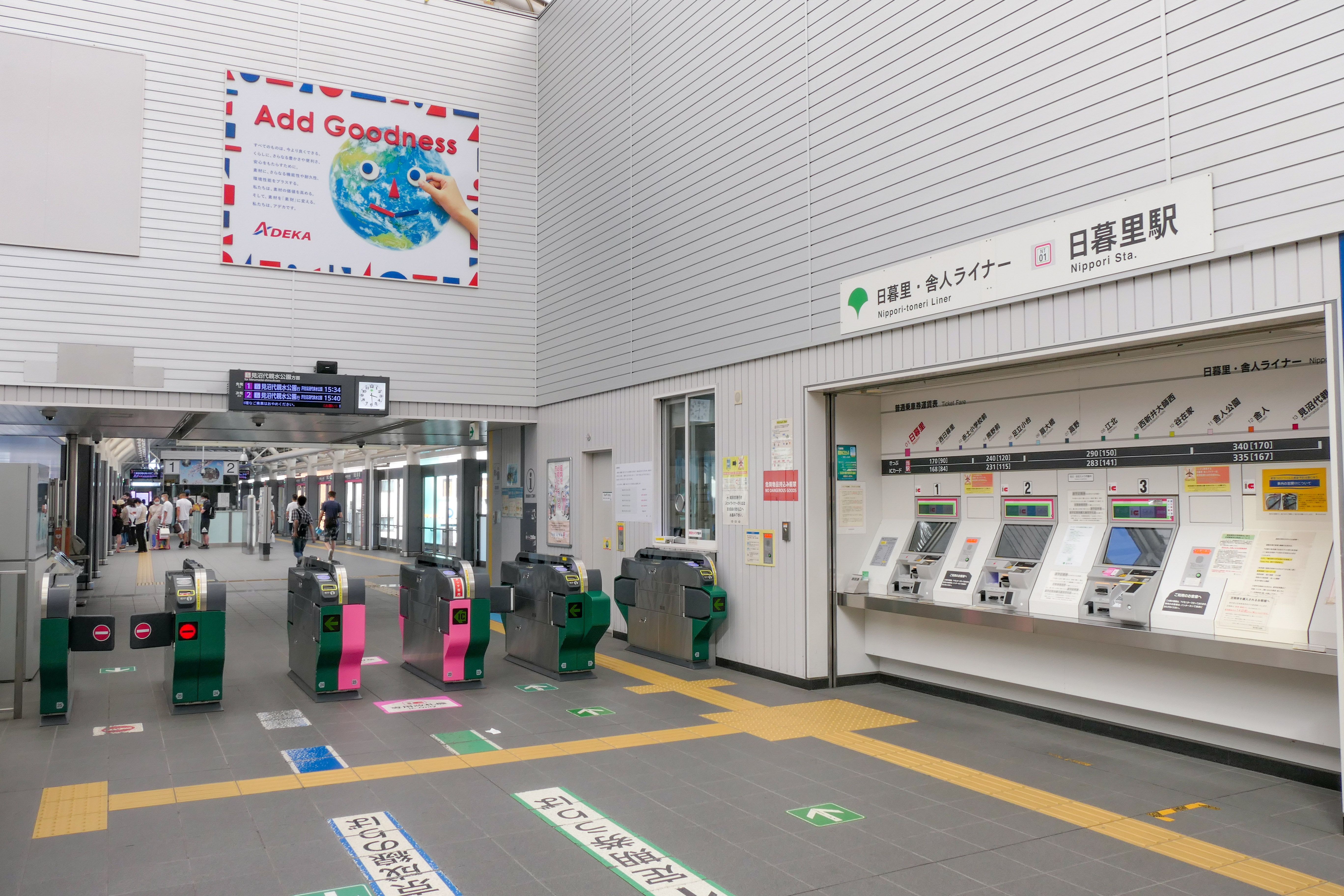
檢票口（2021年7月）

- 電扶梯、電梯：北口、中央連絡口大廳 - 月台
  - 0號線（1樓）的電扶梯只能往上至大廳（2樓），因此乘客要前往一樓時僅能使用階梯或電梯。
- 多功能廁所

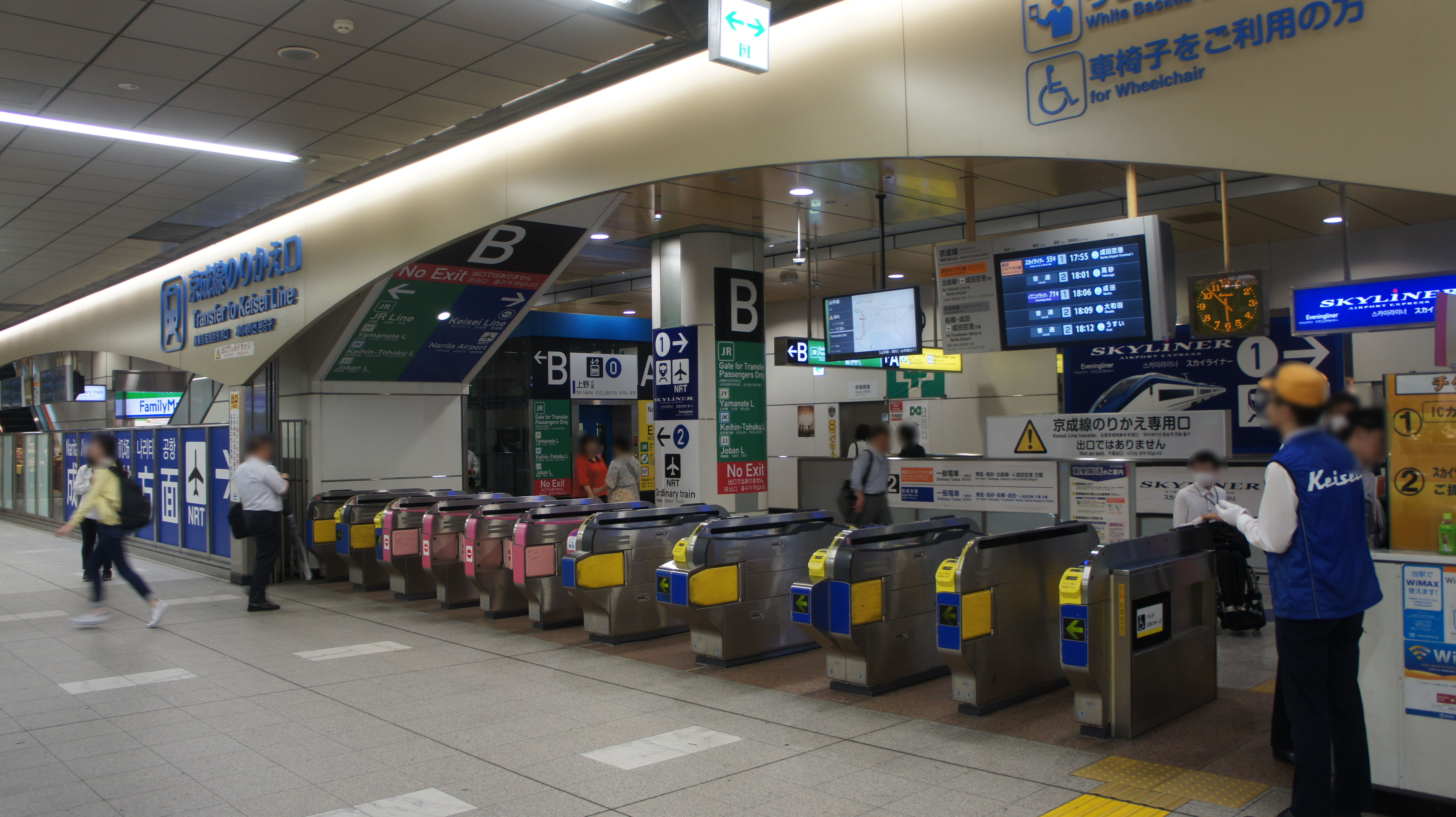
JR、京成聯絡閘口 （2019年6月）
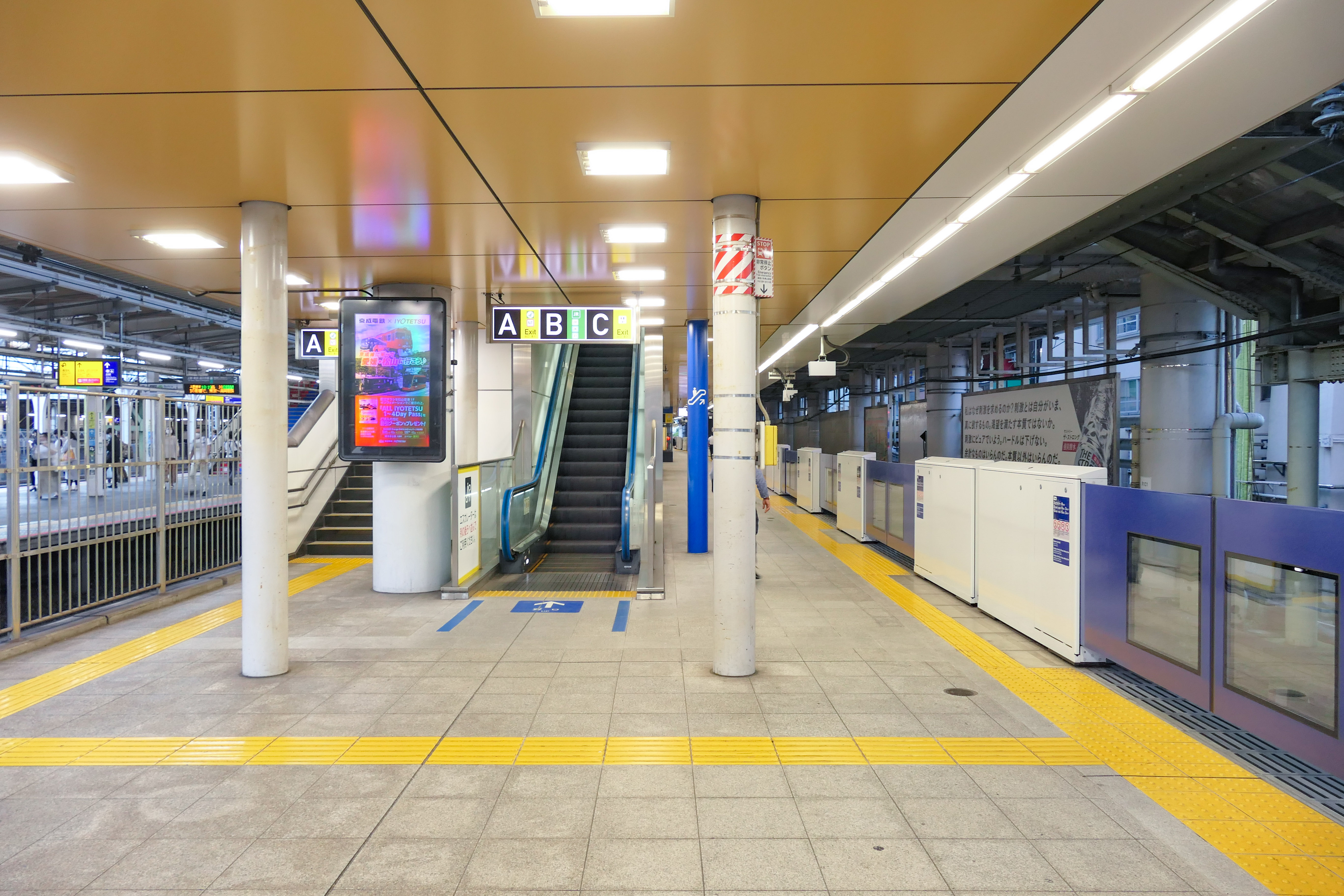
0號月台（2021年7月）
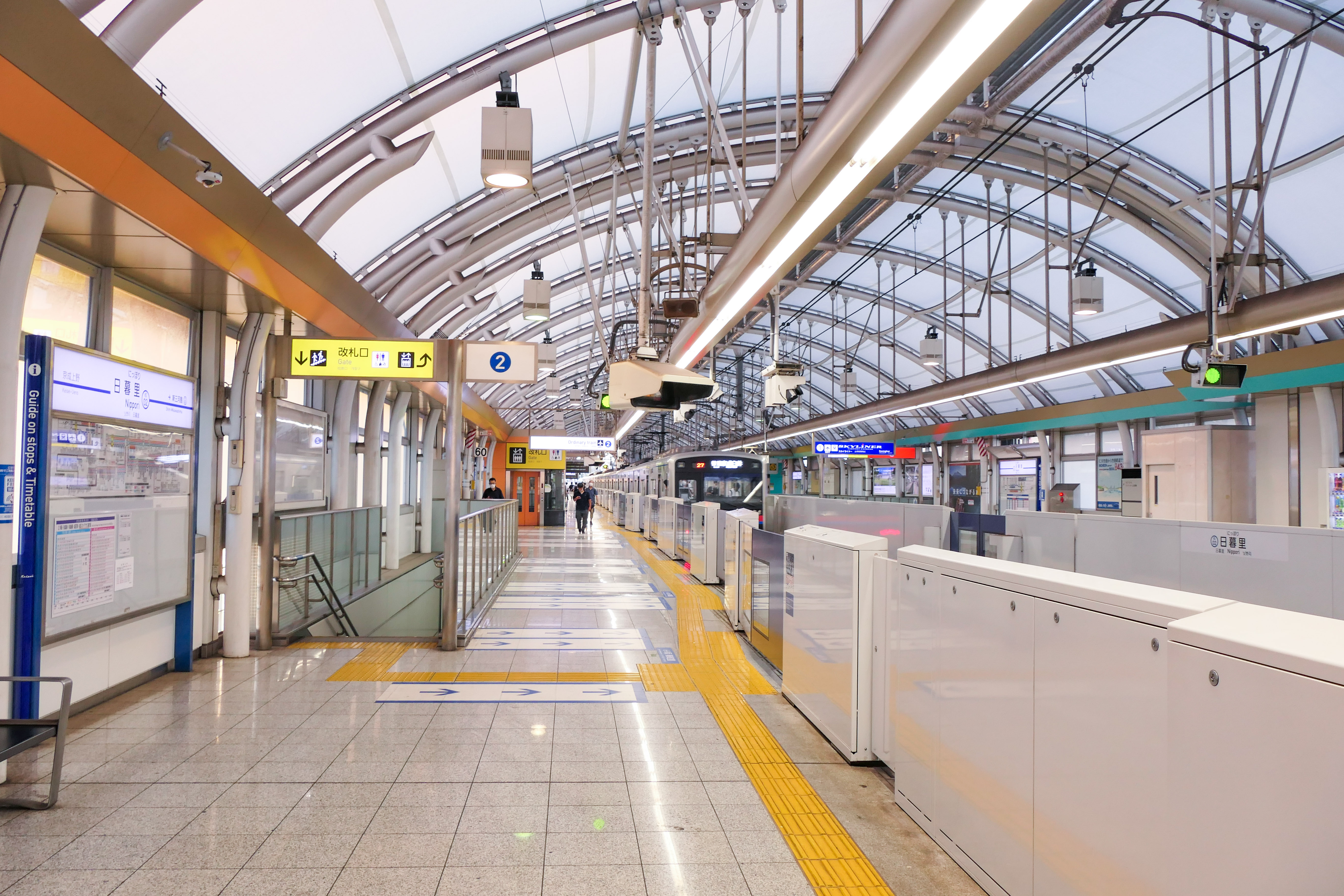
1・2號月台（2021年7月）

### JR東日本
JR站區為3面6線島式月台構造，並有4條通過線，站房為跨站式站房。
本站的車站改良工程在北口大廳周邊架設人工地盤，大幅拓寬大廳空間，並設置電扶梯、電梯等無障礙設施。
- 2008年3月30日，站內商場「ecute」的第四號商場「ecute日暮里」部分開幕，之後曾規劃在新設的人工地盤上拓展開店，但配合大廳擴張而縮小規模。今後將配合大廳拓寬繼續拓展商場規模。
- 各月台皆設有電扶梯與電梯。2007年6月至12月，由於檢票口周邊進行改良工程，自動驗票閘門、自動售票機、自動精算機與綠色窗口暫時移往南側（原來的大廳內）。
- 原來北側連絡通道與中央連絡通道各有JR與京成的轉乘檢票口，同年7月14日，轉乘檢票口設置於新的人工地盤上，北口通道與中央通道打通。從此中央連絡通道可直接前往北口檢票口。

本站相對於使用人數，空間較於狹窄，尤其早晚通勤時段人潮非常擁擠。站內共有四個轉乘通道，連接通道與月台的電扶梯及階梯數量，對上月台數量的比例明顯高於東京、上野、池袋、新宿等主要車站。2013年10月20日，JR利用京成線下行月台高架化產生的空間進行常磐線月台拓寬工程。
2008年3月，車站大廳設置LED式列車資訊顯示器，可顯示常磐線與京濱東北線的發車時間（山手線僅顯示在原有月台上）。此外，在京濱東北線快速班次運行時段，顯示器會顯示往北需搭乘山手線至田端站轉乘、往南需搭乘山手線至上野站轉乘的資訊。

#### 月台配置
| 月台 | 路線                   | 方向         | 目的地                                   |
| ---- | ---------------------- | ------------ | ---------------------------------------- |
| 3    | 常磐線（快速）         | 上行（南行） | 上野、東京、品川方向 （上野東京線）      |
| 4    | 常磐線（快速）、成田線 | 下行         | 北千住、松戶、取手、成田、土浦、水戶方向 |
| 9    | 京濱東北線             | 南行         | 上野、東京、品川、橫濱方向               |
| 10   | 山手線                 | 外環         | 上野、東京、品川、目黑方向               |
| 11   | 山手線                 | 內環         | 池袋、新宿、澀谷方向                     |
| 12   | 京濱東北線             | 北行         | 田端、赤羽、大宮方向                     |

（來源：JR東日本:車站構內圖 （页面存档备份，存于））
5－8號線是現在常磐線月台與山手線、京濱東北線月台之間的東北本線（宇都宮線、高崎線）線路。過去東北本線曾設有月台，但太平洋戰爭前的停靠班次很少，戰後更是全列車通過不停。之後僅有誤點或臨時列車使用。在決定建設東北新幹線後，1977年為確保地下入口用地而撤除月台，同時線路往常磐線側移動，5－8號線月台成為空號。從月台存在時代開始，5號線停靠前往上野站高架月台（5 - 9號線）的上行列車，6號線停靠前往上野站地面月台（13 - 17號線）的上行列車，7號線停靠的是上野站地面月台發車的下行列車，8號線停靠的是上野站高架月台發車的下行列車，此複複線配置延續至尾久站前為止。大略在1975年以前，本站常磐線月台三河島站側有條分歧至田端操站的聯絡線，主要用來連絡秋葉原貨物站。
午間時段京濱東北線全電車為快速列車，不停靠本站。因此，此時段要搭乘京濱東北線必須先利用山手線前往京濱東北線快速停靠站上野站或田端站轉乘。
常磐線特別快速不停靠東鄰的三河島站與南千住站。搭乘上野東京線品川、新橋、東京方向發出的特別快速前往該兩站時，可在本站換乘（上野站的特別快速在6號線，而常磐線始發快速在10 - 12號線，轉乘時間較長）。若要搭乘特別快速前往土浦站以北時，同樣在本站轉乘較為方便。
4號線的標示為「常磐線、成田線」，同時註明了常磐線快速電車直通的成田線。另外，由於本站不停靠常磐線各站停車，月台標示一律省略「（快速）」。

#### 無障礙設施
- 電扶梯：南口、北口 - 山手線、京濱東北線、常磐線月台（南口 - 常磐線月台在平日6時30分至9時30分僅開放往上）
- 電梯：北口 - 山手線、京濱東北線月台
- 多功能廁所

#### 發車音樂
常磐線月台使用櫻井音樂工房樂曲，京濱東北線月台使用Sound Factory樂曲，山手線月台使用日本電音樂曲。
| 3  | JJ | Sunrise                |
| 4  | JJ | 線路の彼方             |
| 9  | JK | 教会の見える駅（SF-3） |
| 10 | JY | せせらぎ（鐘強調）     |
| 11 | JY | 春（強調トレモロ）     |
| 12 | JK | 春NewVer（SF-12）      |

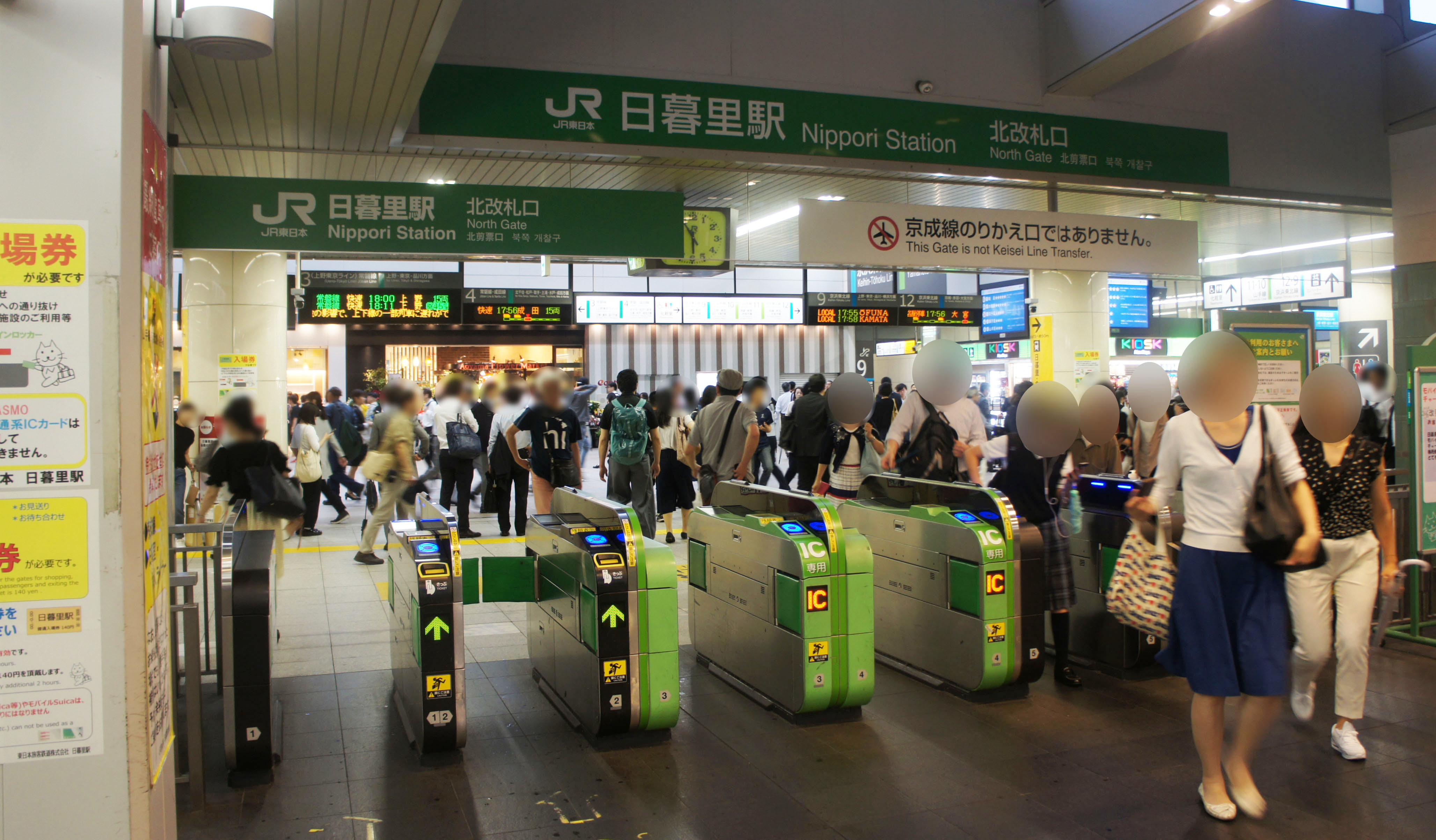
北口閘口 （2019年6月）
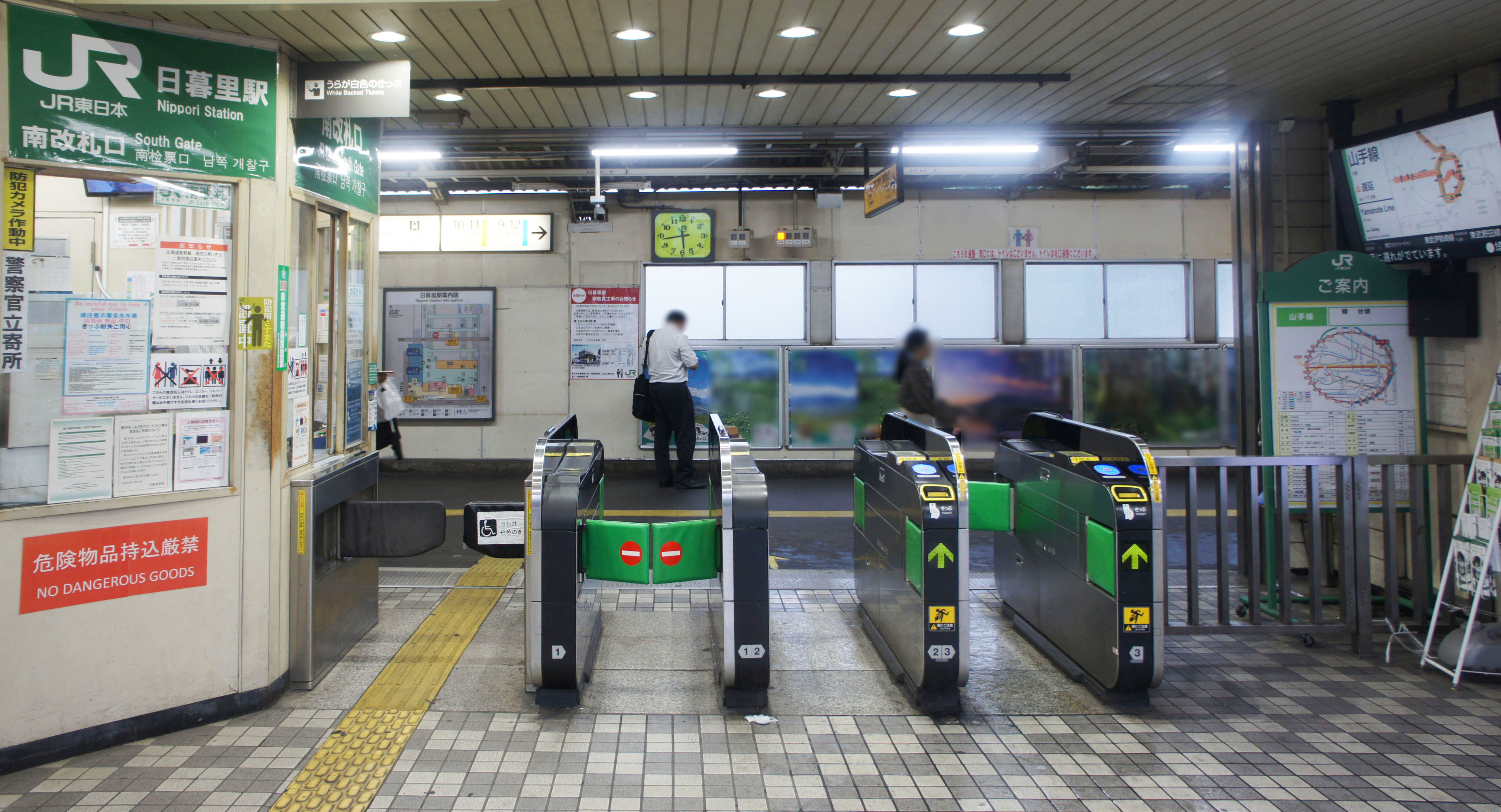
南口閘口 （2019年6月）
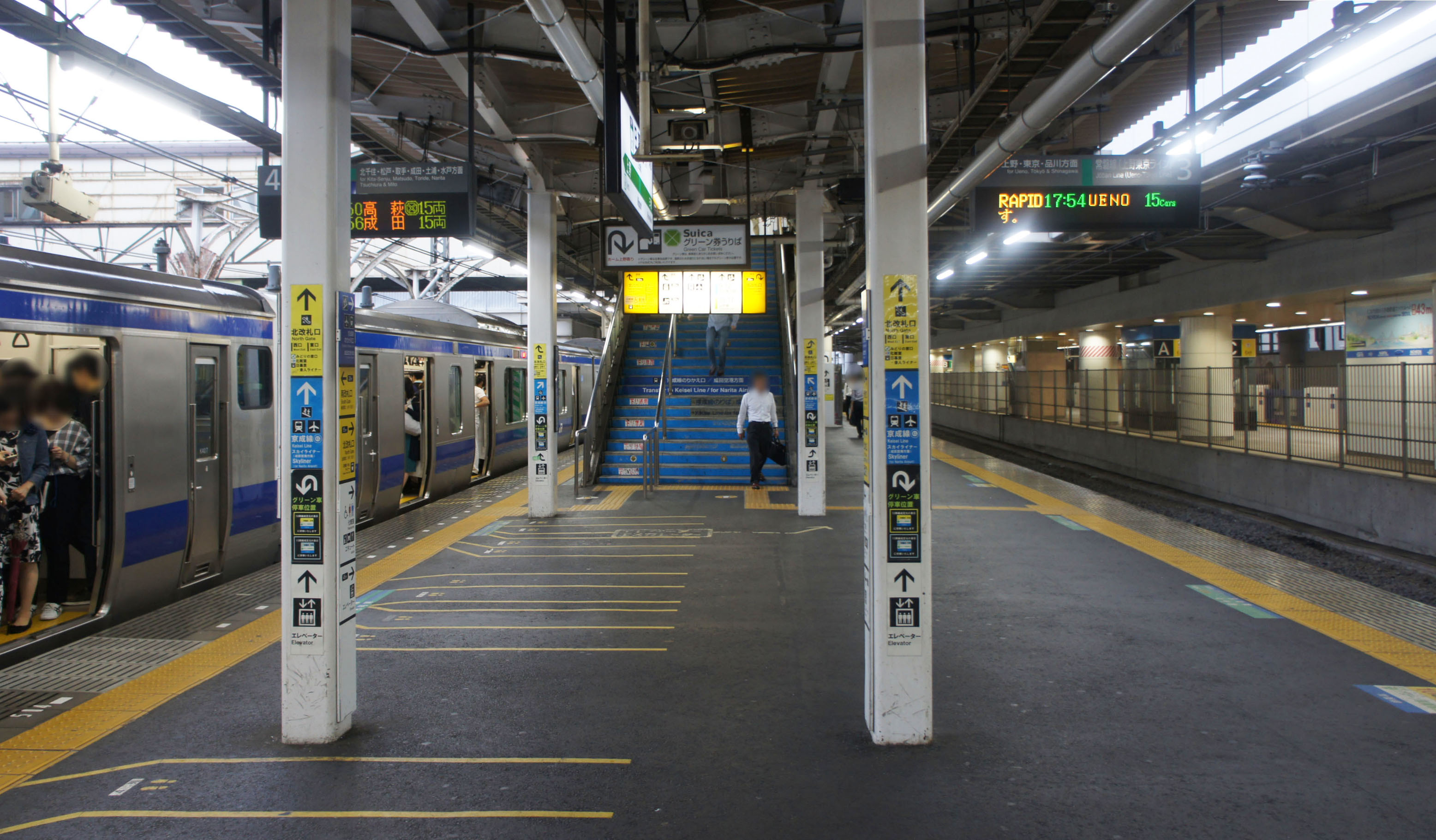
3、4號月台（常磐線） （2019年6月）
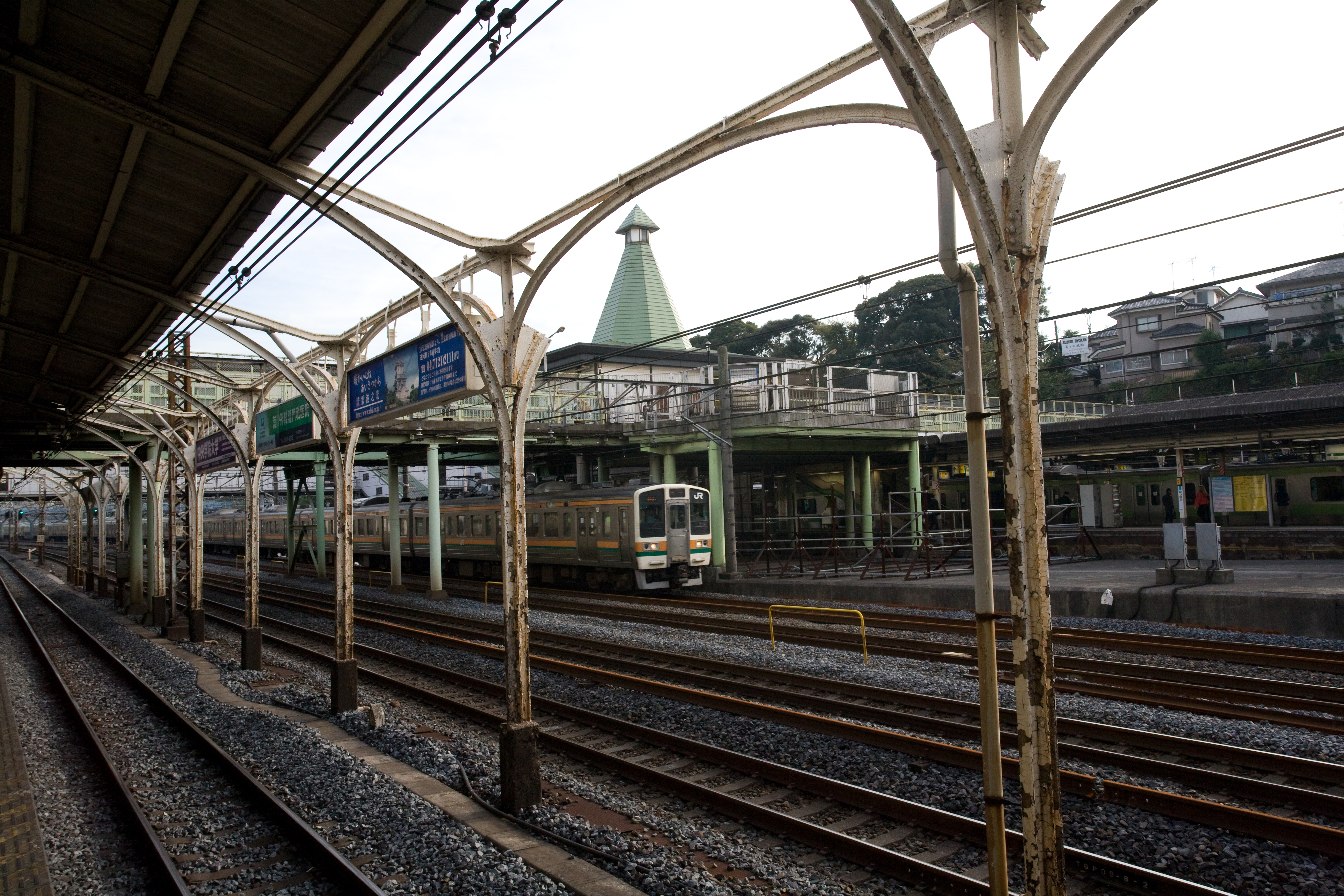
5－8號月台所有列車通過 （2009年11月）
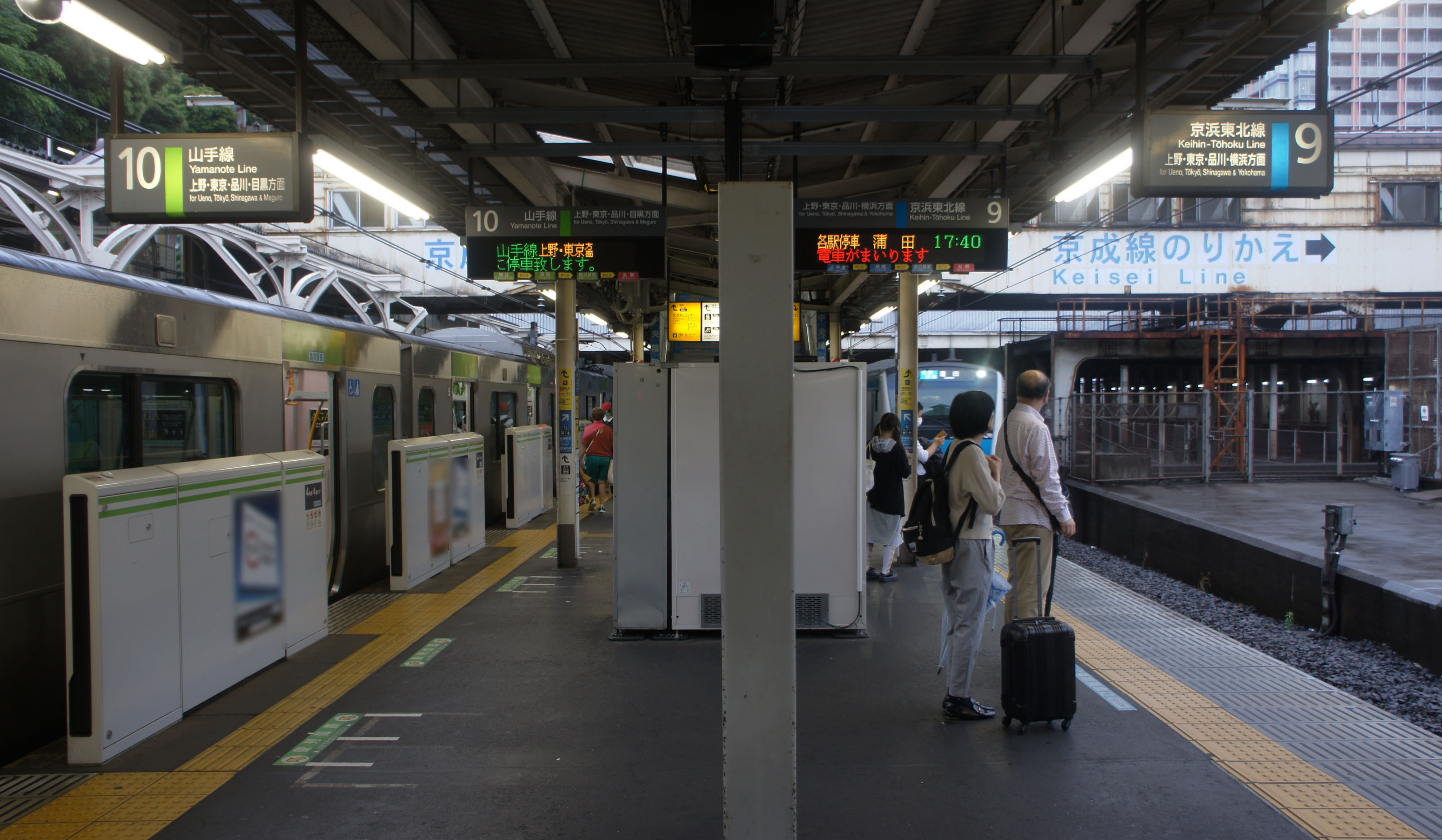
9、10號月台（山手線、京濱東北線） （2019年6月）
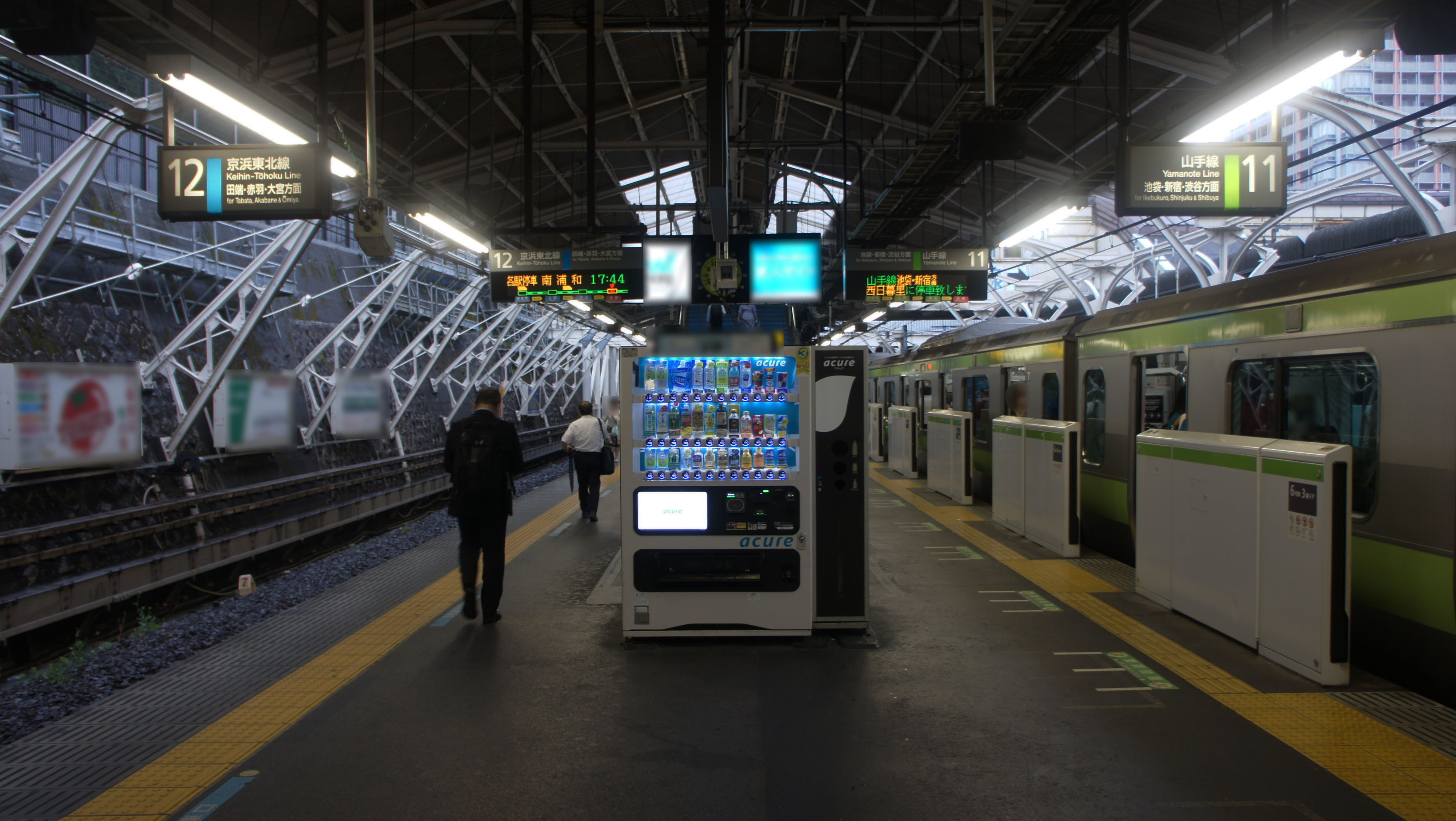
11、12號月台（山手線、京濱東北線） （2019年6月）

### 東京都交通局
港灣式月台1面2線的高架車站。日暮里-舍人線的站體位於尾久橋通上，鄰近站前廣場，設於與其他路線月台成直角的位置。另外，一出站不遠就有半徑30公尺的急彎。
本站有日暮里-舍人線日暮里唯一的定期券售票處。檢票口設於2樓與3樓，定期券售票處設於2樓。

#### 月台配置
| 月台 | 路線          | 目的地             |
| ---- | ------------- | ------------------ |
| 1、2 | 日暮里-舍人線 | 見沼代親水公園方向 |

#### 無障礙設施
- 電扶梯
- 多功能廁所
- 電梯

- 月台（2021年7月）
- 檢票口（2021年7月）

## 利用狀況
- JR東日本 - 2019年度1日平均上車人次為114,420人[利用客数 1]。
同公司車站當中次於柏站排行第28位。2007年度為止只有8萬人左右，但日暮里-舍人線開業後增加，2013年度已經上升至10萬人。
- 京成電鐵 - 2016年度1日平均上下車人次為103,528人[利用客数 2]。
京成線全部69個車站當中次於押上站、京成高砂站排行第3位。比前一站的京成上野站更多。2016年度上下車人次突破10萬人。
- 東京都交通局 - 2016年度1日平均上下車人次為51,496人（上車人次25,745人、下車人次25,751人）[利用客数 3]。
日暮里-舍人線車站當中第1位。

### 各年度1日平均上下車人次
各年度1日平均上下車人次如下表（JR除外）。
| 年度               | 京成電鐵           | 京成電鐵 | 東京都交通局       | 東京都交通局 |
| 年度               | 1日平均 上下車人次 | 增長率   | 1日平均 上下車人次 | 增長率       |
| ------------------ | ------------------ | -------- | ------------------ | ------------ |
| 2002年（平成14年） | 85,188             |          | 未開業             | 未開業       |
| 2003年（平成15年） | 84,222             | -1.1%    | 未開業             | 未開業       |
| 2004年（平成16年） | 85,880             | 2.0%     | 未開業             | 未開業       |
| 2005年（平成17年） | 85,457             | -0.5%    | 未開業             | 未開業       |
| 2006年（平成18年） | 84,802             | -0.8%    | 未開業             | 未開業       |
| 2007年（平成19年） | 87,756             | 3.5%     |                    |              |
| 2008年（平成20年） | 89,404             | 1.9%     | 29,568             |              |
| 2009年（平成21年） | 90,211             | 0.9%     | 33,183             | 12.2%        |
| 2010年（平成22年） | 92,563             | 2.6%     | 35,855             | 8.1%         |
| 2011年（平成23年） | 92,006             | -0.6%    | 37,137             | 3.6%         |
| 2012年（平成24年） | 94,853             | 3.1%     | 38,347             | 3.3%         |
| 2013年（平成25年） | 96,428             | 1.7%     | 40,840             | 6.5%         |
| 2014年（平成26年） | 95,301             | -1.2%    | 42,710             | 4.6%         |
| 2015年（平成27年） | 98,125             | 3.0%     | 45,496             | 6.5%         |
| 2016年（平成28年） | 101,154            | 3.1%     | 48,091             | 5.7%         |
| 2017年（平成29年） | 103,528            | 2.3%     | 51,496             | 7.1%         |
| 2018年（平成30年） | 105,128            | 1.5%     | 53,093             | 3.1%         |
| 2019年（令和元年） | 103,670            | −1.4%    |                    |              |

### 各年度1日平均上車人次（1900年代 - 1930年代）
各年度1日平均上車人次如下表。
| 年度               | 日本鐵道 / 國鐵 | 來源              |
| ------------------ | --------------- | ----------------- |
| 1905年（明治38年） | 202             | [ 東京府統計 1 ]  |
| 1907年（明治40年） | 737             | [ 東京府統計 2 ]  |
| 1908年（明治41年） | 915             | [ 東京府統計 3 ]  |
| 1909年（明治42年） | 991             | [ 東京府統計 4 ]  |
| 1911年（明治44年） | 1,945           | [ 東京府統計 5 ]  |
| 1912年（大正元年） | 2,317           | [ 東京府統計 6 ]  |
| 1913年（大正02年） | 2,401           | [ 東京府統計 7 ]  |
| 1914年（大正03年） | 2,645           | [ 東京府統計 8 ]  |
| 1915年（大正04年） | 2,664           | [ 東京府統計 9 ]  |
| 1916年（大正05年） | 3,234           | [ 東京府統計 10 ] |
| 1919年（大正08年） | 3,947           | [ 東京府統計 11 ] |
| 1920年（大正09年） | 4,734           | [ 東京府統計 12 ] |
| 1922年（大正11年） | 6,521           | [ 東京府統計 13 ] |
| 1923年（大正12年） | 9,161           | [ 東京府統計 14 ] |
| 1924年（大正13年） | 9,222           | [ 東京府統計 15 ] |
| 1925年（大正14年） | 9,295           | [ 東京府統計 16 ] |
| 1926年（昭和元年） | 12,056          | [ 東京府統計 17 ] |
| 1927年（昭和02年） | 13,635          | [ 東京府統計 18 ] |
| 1928年（昭和03年） | 15,543          | [ 東京府統計 19 ] |
| 1929年（昭和04年） | 15,180          | [ 東京府統計 20 ] |
| 1930年（昭和05年） | 13,650          | [ 東京府統計 21 ] |
| 1931年（昭和06年） | 13,658          | [ 東京府統計 22 ] |
| 1932年（昭和07年） | 17,629          | [ 東京府統計 23 ] |
| 1933年（昭和08年） | 15,014          | [ 東京府統計 24 ] |
| 1934年（昭和09年） | 15,102          | [ 東京府統計 25 ] |
| 1935年（昭和10年） | 15,552          | [ 東京府統計 26 ] |

### 各年度1日平均上車人次（1953年 - 2000年）
| 年度               | 國鐵 / JR東日本 | 京成電鐵 | 來源              |
| ------------------ | --------------- | -------- | ----------------- |
| 1953年（昭和28年） | 24,785          |          | [ 東京都統計 1 ]  |
| 1954年（昭和29年） | 25,010          |          | [ 東京都統計 2 ]  |
| 1955年（昭和30年） | 26,340          |          | [ 東京都統計 3 ]  |
| 1956年（昭和31年） | 28,652          | 32,529   | [ 東京都統計 4 ]  |
| 1957年（昭和32年） | 30,466          | 36,719   | [ 東京都統計 5 ]  |
| 1958年（昭和33年） | 32,881          | 40,322   | [ 東京都統計 6 ]  |
| 1959年（昭和34年） | 35,043          | 42,163   | [ 東京都統計 7 ]  |
| 1960年（昭和35年） | 36,951          | 45,109   | [ 東京都統計 8 ]  |
| 1961年（昭和36年） | 37,960          | 48,169   | [ 東京都統計 9 ]  |
| 1962年（昭和37年） | 40,719          | 52,605   | [ 東京都統計 10 ] |
| 1963年（昭和38年） | 43,381          | 53,928   | [ 東京都統計 11 ] |
| 1964年（昭和39年） | 43,073          | 55,444   | [ 東京都統計 12 ] |
| 1965年（昭和40年） | 45,182          | 56,479   | [ 東京都統計 13 ] |
| 1966年（昭和41年） | 45,246          | 54,988   | [ 東京都統計 14 ] |
| 1967年（昭和42年） | 45,800          | 56,652   | [ 東京都統計 15 ] |
| 1968年（昭和43年） | 46,131          | 56,247   | [ 東京都統計 16 ] |
| 1969年（昭和44年） | 43,419          | 54,057   | [ 東京都統計 17 ] |
| 1970年（昭和45年） | 38,647          | 50,863   | [ 東京都統計 18 ] |
| 1971年（昭和46年） | 79,989          | 45,984   | [ 東京都統計 19 ] |
| 1972年（昭和47年） | 74,449          | 43,855   | [ 東京都統計 20 ] |
| 1973年（昭和48年） | 75,290          | 47,652   | [ 東京都統計 21 ] |
| 1974年（昭和49年） | 73,803          | 43,126   | [ 東京都統計 22 ] |
| 1975年（昭和50年） | 69,044          | 41,303   | [ 東京都統計 23 ] |
| 1976年（昭和51年） | 66,205          | 38,597   | [ 東京都統計 24 ] |
| 1977年（昭和52年） | 59,858          | 37,153   | [ 東京都統計 25 ] |
| 1978年（昭和53年） | 59,638          | 37,710   | [ 東京都統計 26 ] |
| 1979年（昭和54年） | 57,383          | 36,314   | [ 東京都統計 27 ] |
| 1980年（昭和55年） | 55,896          | 35,658   | [ 東京都統計 28 ] |
| 1981年（昭和56年） | 55,189          | 34,923   | [ 東京都統計 29 ] |
| 1982年（昭和57年） | 53,767          | 34,274   | [ 東京都統計 30 ] |
| 1983年（昭和58年） | 54,183          | 33,631   | [ 東京都統計 31 ] |
| 1984年（昭和59年） | 54,162          | 33,033   | [ 東京都統計 32 ] |
| 1985年（昭和60年） | 55,129          | 33,995   | [ 東京都統計 33 ] |
| 1986年（昭和61年） | 57,219          | 34,975   | [ 東京都統計 34 ] |
| 1987年（昭和62年） | 58,893          | 35,784   | [ 東京都統計 35 ] |
| 1988年（昭和63年） | 65,381          | 36,932   | [ 東京都統計 36 ] |
| 1989年（平成元年） | 67,085          | 37,172   | [ 東京都統計 37 ] |
| 1990年（平成02年） | 69,619          | 37,814   | [ 東京都統計 38 ] |
| 1991年（平成03年） | 73,123          | 41,000   | [ 東京都統計 39 ] |
| 1992年（平成04年） | 74,973          | 42,652   | [ 東京都統計 40 ] |
| 1993年（平成05年） | 76,726          | 43,362   | [ 東京都統計 41 ] |
| 1994年（平成06年） | 77,260          | 43,400   | [ 東京都統計 42 ] |
| 1995年（平成07年） | 77,806          | 44,260   | [ 東京都統計 43 ] |
| 1996年（平成08年） | 78,627          | 44,595   | [ 東京都統計 44 ] |
| 1997年（平成09年） | 77,510          | 44,542   | [ 東京都統計 45 ] |
| 1998年（平成10年） | 76,811          | 43,636   | [ 東京都統計 46 ] |
| 1999年（平成11年） | 76,998          | 43,358   | [ 東京都統計 47 ] |
| 2000年（平成12年） | 77,469          | 43,375   | [ 東京都統計 48 ] |

### 各年度1日平均上車人次（2001年以後）
| 年度               | JR東日本 | 京成電鐵 | 東京都交通局 | 來源              |
| ------------------ | -------- | -------- | ------------ | ----------------- |
| 2001年（平成13年） | 77,823   | 42,584   | 未開業       | [ 東京都統計 49 ] |
| 2002年（平成14年） | 79,852   | 42,521   | 未開業       | [ 東京都統計 50 ] |
| 2003年（平成15年） | 79,694   | 41,552   | 未開業       | [ 東京都統計 51 ] |
| 2004年（平成16年） | 79,000   | 41,795   | 未開業       | [ 東京都統計 52 ] |
| 2005年（平成17年） | 78,921   | 41,611   | 未開業       | [ 東京都統計 53 ] |
| 2006年（平成18年） | 78,653   | 41,222   | 未開業       | [ 東京都統計 54 ] |
| 2007年（平成19年） | 81,444   | 42,585   |              | [ 東京都統計 55 ] |
| 2008年（平成20年） | 90,637   | 43,468   | 15,010       | [ 東京都統計 56 ] |
| 2009年（平成21年） | 94,429   | 43,964   | 16,580       | [ 東京都統計 57 ] |
| 2010年（平成22年） | 96,633   | 43,953   | 17,920       | [ 東京都統計 58 ] |
| 2011年（平成23年） | 96,747   | 44,675   | 18,576       | [ 東京都統計 59 ] |
| 2012年（平成24年） | 99,875   | 46,088   | 19,175       | [ 東京都統計 60 ] |
| 2013年（平成25年） | 102,817  | 46,983   | 20,421       | [ 東京都統計 61 ] |
| 2014年（平成26年） | 103,809  | 46,507   | 21,365       | [ 東京都統計 62 ] |
| 2015年（平成27年） | 107,399  | 47,791   | 22,758       | [ 東京都統計 63 ] |
| 2016年（平成28年） | 110,529  | 49,096   | 24,048       | [ 東京都統計 64 ] |
| 2017年（平成29年） | 113,468  | 50,252   | 25,745       | [ 東京都統計 65 ] |
| 2018年（平成30年） | 115,092  | 51,010   | 26,569       | [ 東京都統計 66 ] |
| 2019年（令和元年） | 114,420  | 50,138   |              |                   |

備註
1. ↑  1905年4月1日開業。

## 車站周邊
車站西側有歷史悠久的商店街「谷中銀座」與谷中靈園。車站東側正在進行站前再開發。東南側有紡織批發街。
東口的巴士總站有太田道灌騎馬銅像。
過去站前有許多糖果店聚集，但在日暮里-舍人線延伸與站前再開發時改建成三棟與車站直通的高層公寓。
車站北側有JR線6複線與京成線上行線共13線並行於同一平面，是日本線路最多的並行區間。該區間1日約有2500班列車通過。因此，能眺望此景色的北口天橋「下御隱殿橋」（しもごいんでんばし）成為鐵道迷與觀光客的知名景點。橋上亦設有見習用空間，稱為「Train Museum」。北檢票口的西口站房有本站可見的JR車輛插畫，下御隠殿橋有列車浮雕。
南口側由於新幹線潛入地下、京成線跨過JR線，只看得到5複線並列。

### 西口
- 谷中銀座
- 夕陽階梯（日语：夕やけだんだん）
- 朝倉雕塑館（日语：朝倉彫塑館）
- 富士見坂
- 岡倉天心紀念公園
- 台東區谷中社區中心
- 荒川區諏訪台廣場館

### 東口
- Sun Mark City日暮里 Station Port Tower
  - 東京女子醫科大學東醫療中心（日语：東京女子医科大学東医療センター）日暮里診所
- Sun Mark City日暮里 Station Plaza Tower
  - 6F：太陽齒科衛生士專門學校
- Sun Mark City日暮里 Station Garden Tower（日语：ステーションガーデンタワー）
  - 7F：DYNAM JAPAN HOLDINGS（日语：ダイナム）
  - 6F：東京都荒川都稅事務所
  - 4F：EDWIN DENIM GALAXY（日语：エドウイン）
  - 1F：Megane Drug（日语：メガネドラッグ）
  - 1F：MARUMAN STORE
- 荒川區立日暮里圖書館
- 荒川區役所（日语：荒川区役所）日暮里區民事務所
  - 荒川區日暮里區民事務所廣場館
- 日暮里站前郵便局
- 郎伍德酒店
  - 日暮里Sunny Hall
- 大藤（日语：大藤 (菓子)）
- 沖繩縣物產公社Washita日暮里店

### 巴士路線
東側站前圓環可搭乘以下路線。巴士站名為「日暮里站前」。以下路線由東京都交通局運行。
| 系統   | 主要行經地                       | 目的地           | 運行業者 | 備註 |
| ------ | -------------------------------- | ---------------- | -------- | ---- |
| 都08   | 東武淺草站、東京晴空塔站入口     | 錦糸町站（北口） | ■都營    |      |
| 都08   | 下谷警察署                       |                  | ■都營    |      |
| 里22   | 大關橫丁、東向島廣小路           | 龜戶站           | ■都營    |      |
| 里22   | 大關橫丁                         | 南千住車庫       | ■都營    |      |
| 里48   | 熊野前、江北六丁目團地、舍人公園 | 見沼代親水公園站 | ■都營    |      |
| 里48   | 熊野前                           | 江北六丁目團地   | ■都營    |      |
| 里48-2 | 熊野前、江北六丁目團地           | 加賀團地（循環） | ■都營    |      |

## 其他
JR日暮里站距離鄰站西日暮里站只有0.5km，是山手線、京濱東北線中最短的站距。加上沒有高低差，可以目視對方車站的月台。
JR日暮里站的形象角色是以谷中的貓為靈感的「にゃっぽり」。除了車站印章，ecute日暮里也販售相關商品。JR東日本：駅長のおすすめ情報　日暮里駅のイメージキャラクターが駅スタンプに！  （页面存档备份，存于）JR東日本 - タイムラインの写真 | Facebook （页面存档备份，存于）

### 車資計算的特例
日暮里站有幾個車資計算特例。另外，折返乘車區間不可中途下車。
1. 日暮里站 - 赤羽站間屬於經路特定區間（日语：経路特定区間），無論經尾久站（宇都宮線、高崎線）或經王子站（京濱東北線）都以經王子站計算車資[12]。
2. 中途經過三河島站 - 日暮里站 - 西日暮里站區間時，可在日暮里站 - 東京站間折返搭乘（綠色定期券除外，綠色定期券以外的定期券僅可搭乘日暮里 - 上野的在來線）[13]。
3. 尾久站往來日暮里站、鶯谷站、三河島站以後各站、西日暮里站以後各站時，除綠色定期券以外，可在日暮里（鶯谷） - 上野間折返搭乘[13]。

### 有关日暮里站的文学作品
鲁迅在回忆性散文集《朝花夕拾》中写道：“从东京出发，不久便到一处驿站，写道：日暮里。”

## 相鄰車站
東日本旅客鐵道
 京濱東北線
■快速
通過
■各站停車
鶯谷（JK 31）－日暮里（JK 32）－西日暮里（JK 33）
 山手線
鶯谷（JY 06）－日暮里（JY 07）－西日暮里（JY 08）
 常磐線（快速）
■特別快速
上野（JJ 01）－日暮里（JJ 02）－北千住（JJ 05）
■快速
上野（JJ 01）－日暮里（JJ 02）－三河島（JJ 03）
 京成電鐵
 本線
- ■「Skyliner」、■「City Liner」、■「Morning Liner」、■「Evening Liner」停車站

■快速特急、■Access特急、■特急、■通勤特急
京成上野（KS01）－日暮里（KS02）－青砥（KS09）
■快速
京成上野（KS01）－日暮里（KS02）－千住大橋（KS05）
■普通
京成上野（KS01）－日暮里（KS02）－新三河島（KS03）
- 京成上野方向的下一站至1953年為止為寬永寺坂、至2004年為止為博物館動物園。新三河島方向至1947年為止為道灌山通。

 東京都交通局
 日暮里-舍人線
日暮里（NT 01）－西日暮里（NT 02）

## 外部連結
- 車站資訊（日暮里）：東日本旅客鐵道
  - ecute 日暮里 （页面存档备份，存于）
- 日暮里站 （页面存档备份，存于） - 東京都交通局
- 日暮里｜電車與車站資訊｜京成電鐵
- 日暮里／車站構內地圖 | 成田機場Access Guide | Skyliner／成田機場Access | 京成電鐵 （页面存档备份，存于）
- 日暮里站PDF - 京成電鐵